# 師情化慾
《師情化慾》（英語：Miller's Girl）是一部2024年上映的美国色情惊悚片，由杰德·哈雷·巴特利特（Jade Halley Bartlett）自编自导，珍娜·奥尔特加和马丁·弗里曼主演。电影主要讲述了一名学生和老师，他们在完成创意写作任务后建立了复杂的关系。
本片上映後獲得負面為主的評價，敘事與節奏受到指謫，但是演員的表現則獲得好評。
该片由狮门影业于2024年1月26日在美国院线上映。

## 演员
- 马丁·弗里曼 饰演 乔纳森·米勒（Jonathan Miller）
- 珍娜·奥尔特加 饰演 凯萝·斯威特（Cairo Sweet）
- 达格玛拉·多敏齐克 饰演 Beatrice June Harper
- 巴希尔·沙拉胡丁（英语：Bashir Salahuddin） 饰演 Boris Fillmore
- 吉第安·阿德龙 饰演 Winnie Black
- 克里斯蒂尼·亚当斯（英语：Christine Adams (actress)） 饰演 Joyce Manor

## 制作
2016年12月，杰德·哈雷·巴特利特为《師情化慾》编写的剧本被塞斯·罗根的公司灰點影業收购，并被列入好莱坞未制作剧本黑名单。
2022年9月中旬，有报道称狮门影业已获得该电影的发行权。此外，巴特利特将执导她的剧本，马丁·弗里曼和珍娜·奥尔特加将担任主演。一周后，宣布吉第安·阿德龙、巴希尔·沙拉胡丁、达格玛拉·多敏齐克和克里斯蒂尼·亚当斯加入影片演员阵容。同月，主要摄影工作在佐治亚州卡特斯维尔进行。

## 发行
电影于2024年1月11日在棕榈泉国际电影节首映，随后由狮门影业于2024年1月26日在影院上映。该片于2024年2月16日在美国以数字格式发行，并定于2月19日在英国上映。

## 评价
根据評論匯總网站爛番茄汇总的55篇评论文章，31%的评论家给予该作正面评价，使之獲得「認證新鮮」標識，平均打分为5.2分（满分10分） 在Metacritic上，根據14位影評人給予41分（滿分100分），這部電影獲得了「評價褒貶不一或一般」。